# 後蘇聯國家的俄羅斯人
蘇聯，在1991年12月解體後，2500萬俄羅斯人生活在蘇聯解體後獨立出來的後蘇聯國家。所有的前蘇聯公民有一個時間窗可以把自己的前蘇聯公民國籍轉移到俄羅斯國籍。在那裡他們沒有行使這種選擇，在俄羅斯境外的前蘇聯俄羅斯公民身份變化由不同國家而有不同：在白俄羅斯成為永久居住的“非公民” ，在愛沙尼亞和拉脫維亞的俄羅斯人則被限制在1940年6月前來到才有公民權，以恢復主權獨立性。然而，大多數人在實踐中發現“時間窗”的概念並不可行，因為緊扣擁有私有化前的國有資產問題的公民身份問題。對於很多人來說，公民身份的變化實際上意味著搬遷時要留下的一切，或大部分是他們以前所擁有或能夠進入的。直到2014年，俄羅斯境外最多俄羅斯人生活的地方是俄羅斯的鄰國和美國，在烏克蘭有800萬人，在哈薩克斯坦有450萬人，在美國有3百萬人，在白俄羅斯有12萬人，在烏茲別克斯坦有65萬人，在拉脫維亞有55萬人，在吉爾吉斯斯坦有36萬人。在2006年6月，總統普京公布引進國家政策目標鼓勵境外俄羅斯人遷回俄羅斯。